# Пламстедвил (Пенсилванија)
Пламстедвил (енгл. Plumsteadville) насељено је место без административног статуса у америчкој савезној држави Пенсилванија.

## Демографија
По попису из 2010. године број становника је 2.637.
| Група             | 2000.    | 2010.         |
| Белци             | 0 (0,0%) | 2.432 (92,2%) |
| Афроамериканци    | 0 (0,0%) | 8 (0,3%)      |
| Азијати           | 0 (0,0%) | 29 (1,1%)     |
| Хиспаноамериканци | 0 (0,0%) | 131 (5,0%)    |
| Укупно            | 0        | 2.637         |